# Antoine Prévôt
Antoine Prévôt (Maastricht, 14 mei 1936) is een Nederlandse dirigent en docent.

## Loopbaan
Prévôt (ook Prévost) studeerde af aan het Conservatorium van Maastricht in de hoofdvakken piano, orgel en kerkmuziek. Hij specialiseerde zich in kamermuziek. Tijdens zijn opleiding was hij als organist verbonden aan de Maastrichtse Sint-Theresiakerk, waar hij een Cavaillé-Collorgel ter beschikking had, en werd hij vaste begeleider van de Maastrichter Staar tijdens het dirigentschap van Martin Koekelkoren. Ook was Prévôt pianist in het Limburgs Symfonie Orkest, onder leiding van André Rieu sr., en repetitor bij de Zuid Nederlandse Opera, naast regisseur Jef Baarts. 
Een studiebeurs van het Ministerie van Onderwijs, Kunsten en Wetenschappen stelde Prévôt in 1956 in staat te gaan werken bij Opera Forum in Enschede. Hier ontwikkelde hij zich tot co-repetitor en operadirigent, gecoacht door Paul Pella, medeoprichter en artistiek leider van Forum. Een benoeming tot dirigent volgde in 1960. In 1966 verwierf Antoine Prévôt een gecombineerde betrekking als docent aan de Streekmuziekschool Coevorden en cantor-organist aan de Sint-Willibrorduskerk ter plaatse. Korte tijd later nam hij in Emmen het Sweelinckkoor over van Wouter de Rooij. 
Van 1967 tot 1974 was Prévôt directeur van de muziekschool, die onder zijn leiding werd geprofessionaliseerd. Assen was zijn volgende standplaats, waar Prévôt tot aan zijn pensioen onder meer werkte bij Kunst en Cultuur Drenthe als docent muziektheorie en koordirectie. Hij was dirigent van het Noord Nederlands Opera- en Operettekoor, het Gieter Vrouwenkoor en het Koninklijk Mannenkoor Hoogezand-Sappemeer. In 1983 rondde Prévôt de studie orkestdirectie af aan het Conservatorium van Zwolle. 
In 2011 produceerde hij een cd met composities afgestemd op de fraaie, bescheiden dispositie van het Winkelsorgel in de Sint-Willibrorduskerk.